# Televisão em Honduras
A televisão é um dos meios de comunicação mais amplamente aceitos dentro das casas dos hondurenhos, devido a sua velocidade, abrangência e abrangência, sendo as principais fontes de entretenimento e informação para a maioria dos telespectadores.

## História
A primeira transmissão de televisão aberta em Honduras começou em 1959, o primeiro canal de televisão nacional foi o Canal 5, El Líder, inicialmente transmitido em preto e branco.
Então, em 1973, o Canal 5 inaugurou a televisão em cores em Honduras.
Nos anos seguintes, as empresas de televisão a cabo e por satélite começaram a operar, depois houve progresso em direção à televisão on-line, alguns dos canais do país foram convertidos para formato de televisão digital e em alta definição.
A televisão hondurenha cobre 70% do território nacional, a televisão aberta usa o VHF (canais de 1 a 13) e a UHF (canais de 14 a 125), o restante é conseguido através das empresas de televisão a cabo.

## Canais VHF
No espectro de VHF (30 MHz a 300 MHz) compreendendo os canais 2 a 13, eles operam atualmente na capital; o seguinte: Canal 3 Telesistema hondurenho, Canal 5, Canal 6 CBC que se origina em San Pedro Sula, Canal 7 Telecadena 7 e 4, Canal 8 TNH, Canal 9 de VTV, Canal TEN 10, Canal 11 de SOTEL, Canal 12 de 12 TV e Canal 13 do HONDURED.
Em Tegucigalpa, o espectro de VHF é composto de:
| Canal | Nome                                                 | Web site                                                          |
| ----- | ---------------------------------------------------- | ----------------------------------------------------------------- |
| 3     | Telesistema Hondureño                                |                                                                   |
| 5     | Canal 5 (Honduras)                                   |                                                                   |
| 6     | Canal 6 CBC                                          | http://www.canal6.com.hn/                                         |
| 7     | Telecadena 7 & 4                                     |                                                                   |
| 8     | Televisión Nacional de Honduras (Inaugurado en 1967) |                                                                   |
| 9     | VTV Honduras                                         | http://www.vtv.com.hn/                                            |
| 10    | TEN Canal 10                                         | http://www.tencanal10.tv                                          |
| 11    | SOTEL                                                | https://web.archive.org/web/20110720053506/http://www.canal11.hn/ |
| 12    | 12 TV                                                |                                                                   |
| 13    | Hondured                                             | http://www.hondured.tv/                                           |

De San Pedro Sula, o espectro VHF é composto por:
| Canal | Nome                          | Web site              |
| ----- | ----------------------------- | --------------------- |
| 2     | VICA                          | http://www.vicatv.hn/ |
| 4     | HRLP-TV Telecadena            |                       |
| 6     | CBC                           | http://www.noti6.com/ |
| 7     | HRCV-TV Telesistema Hondureño |                       |
| 8     | TNH                           |                       |
| 9     | Canal 5 HRTG-TV               |                       |
| 10    | TEN Canal 10                  |                       |
| 11    | SOTEL                         |                       |
| 12    | 12TV                          |                       |
| 13    | RCN Canal 45                  |                       |

## Sinais regionais
Os canais no espectro UHF (300 MHz a 3 GHz), que inclui os canais 13 a 125, vários deles têm sinal via internet. Os canais que operam em formato UHF ocupam altas frequências, transmitem a partir do canal 21, estes também autorizados pela Comissão Nacional de Telecomunicações (CONATEL). Os canais UHF que transmitem em Tegucigalpa são:
| Canal | Nome              | Web site                                                             |
| ----- | ----------------- | -------------------------------------------------------------------- |
| 21    | Telered 21        | https://web.archive.org/web/20110823123910/http://www.telered21.com/ |
| 24    | Mega TV           |                                                                      |
| 27    | tvh Internacional | http://www.tvhtelevision.com/                                        |
| 30    | TV Universal      |                                                                      |
| 33    | Honduvisión       |                                                                      |
| 36    | Cholusat Sur      | http://www.cholusatsur.com/                                          |
| 39    | JBN               | http://www.jbntv.org/                                                |
| 40    | HCH TV Digital    | https://hch.tv/                                                      |
| 42    | Mundo TV          | http://mundotvhn.com/                                                |
| 44    | Azteca Honduras   | http://www.azteca.com.hn/                                            |
| 45    | RCN               |                                                                      |
| 48    | Suyapa TV         | http://suyapa.tv/                                                    |
| 51    | Canal 51          |                                                                      |
| 54    | Más TV            | http://www.mastv54.com/                                              |
| 57    | Enlace            | http://www.enlace.org/                                               |
| 60    | MVC               | http://www.canalmvc.com/                                             |
| 66    | Maya TV           | http://www.maya-tv.com/                                              |
| 69    | Canal 69          |                                                                      |

Canais em outros departamentos
De Choluteca, o espectro UHF é composto de:
| Canal | Nome                  | Web site                              |
| ----- | --------------------- | ------------------------------------- |
| 21    | Wtv - con mas actitud | http://wtvhn.com/                     |
| 27    | Choluvisión           | http://www.choluvision27.com/         |
| 42    | TVS                   | http://gruposaguihonduras.com/tvs.php |
| 45    | Viva Tv               | http://vivatv45.com                   |

Canal 27, TVH INTERNACIONAL.
Canal 36, Mega TV.
Canal 39, La Cosecha.
Canal 42, Hondured.
Canal 48, Teleprogreso (Originando en El Progreso).
Canal 69, Alfa & Omega Visión (AOV).
Canal 36 Cholusat Sur